# Brød og roser
Brød og roser var en norsk radikal kvinnoorganisation som bildades 1976 genom utbrytning från Kvinnefronten.
Brød og roser var en rikstäckande organisation med parollerna kvinnans ekonomiska frigörelse (bröd) och utveckling av frihet, kärlek och solidaritet (rosor). De verkade för fri abort, kvinnors rätt till lönearbete och gratis daghemsplatser. Till skillnad från Kvinnefronten, som var knutet till  Arbeidernes kommunistparti (AKP-ml), hade Brød og roser inte någon partipolitisk koppling. Medlemmarna hade olika politiska ståndpunkter, men gemensam var kritiken mot det kapitalistiska samhället, som ansågs vara oförenligt med kvinnofrigörelse. Aktiviteten avtog i början av 1980-talet och några år senare upplöstes organisationen.